# Pietro Fanna
Pietro Fanna (né le 23 juin 1958 à Grimacco dans la province d'Udine dans la région du Frioul-Vénétie Julienne) est un joueur de football professionnel italien, dont la carrière de près de vingt ans, s'échelonna du milieu des années 1970 au début des années 1990. Il est ensuite devenu entraîneur.
Il est l'un des cinq seuls joueurs italiens (avec Giovanni Ferrari, Sergio Gori, Aldo Serena et Attilio Lombardo) à avoir remporté le scudetto avec trois clubs différents.

## Biographie

### Carrière de joueur

#### En club
En tant que joueur, Fanna (Pierino de son surnom) évolue à l'Atalanta Bergame, à la Juventus, à l'Hellas Vérone et à l'Inter Milan. Il remporta cinq scudetti avec trois clubs différents et une coupe d'Italie.
Formé par le grand club de sa région natale de l'Udinese, il signe néanmoins son premier contrat professionnel avec le club lombard de l'Atalanta, avec qui il termine second de Serie B.
Il attire alors l'œil du club turinois de la Juventus, qui voit en lui le digne héritier de Franco Causio. Il dispute son premier match en bianconero le 21 août 1977 lors d'une victoire en coupe 2-0 sur Sambenedettese, et remporte dès sa première saison son premier titre de champion (malgré quelques difficultés à s'adapter au club). Il devient régulièrement titulaire à partir de 1980 et remporte en tout quatre titres avec les piémontais (pour 20 buts inscrits en 152 matchs toutes compétitions confondues en cinq saisons).
Il est également avec la Juventus demi-finaliste de la Coupe d'Europe des clubs champions en 1978, puis à nouveau demi-finaliste, mais cette fois-ci de la Coupe des coupes, en 1980.
En 1982, il rejoint le club de l'Hellas Vérone pour la somme d'un milliard et demi de lires. Il remporte avec le club un titre historique de champion en 1984-85, formant un don duo avec Roberto Tricella. 
Lors l'été 1985, il rejoint le club milanais de l'Inter pour 5,2 milliard de lires, et remporte son 5e scudetto en 1988-89 (son second sous les ordres de Giovanni Trapattoni). Il atteint également avec l'Inter les demi-finales de la Coupe de l'UEFA en 1986.
Il termine enfin sa carrière avec l'Hellas Vérone durant quatre dernières saisons.
Le bilan de sa carrière en club s'élève à 332 matchs en Serie A, pour 35 buts, 11 matchs en Coupe d'Europe des clubs champions (deux buts), 28 matchs en Coupe de l'UEFA (cinq buts), et enfin cinq matchs en Coupe des coupes.

#### En équipe nationale
Il est international italien à 14 reprises (1983-1985) pour aucun but marqué.
Avec les espoirs, il dispute les quarts de finale du championnat d'Europe espoirs en 1978, puis à nouveau en 1980, inscrivant un but contre l'URSS.
Il participe ensuite avec la sélection olympique aux Jeux olympiques de 1984. Il est titulaire quatre fois sur les six matchs disputés par l'Italie (Égypte, USA, Chili et Brésil). Il inscrit un but contre le Brésil en demi, à la 62e minute, insuffisant toutefois pour gagner le match. Il prend également un caron jaune contre le Chili. L'Italie termine 4e du tournoi, en étant battue par la Yougoslavie.
Il joue son premier match en équipe nationale A le 22 décembre 1983, contre Chypre. Ce match gagné 3-1 à Pérouse rentre dans le cadre des éliminatoires de l'Euro 1984. Il est pour la première fois titulaire le 26 mai 1984, lors d'une rencontre amicale face au Canada (victoire 0-2 à Toronto). Il reçoit sa dernière sélection le 25 septembre 1985, en amical contre la Norvège (défaite 1-2 à Lecce).

### Carrière d'entraîneur
Cinq ans après la fin de sa carrière de joueur, il entame une courte carrière d'entraîneur durant quelques années.
Il est entraîneur-adjoint dans les clubs de l'Hellas Vérone et du Venezia Calcio entre 1998 et 2002.

## Palmarès
| Atalanta - Serie B : - Vice-champion : 1976-77. |  | Juventus - Championnat d'Italie (3) : - Champion : 1977-78, 1980-81 et 1981-82. - Vice-champion : 1979-80. - Coupe d'Italie (1) : - Vainqueur : 1978-79. |  | Hellas Vérone - Championnat d'Italie (1) : - Champion : 1984-85. - Coupe d'Italie : - Finaliste : 1982-83 et 1983-84. - Serie B : - Vice-champion : 1990-91. |  | Inter Milan - Championnat d'Italie (1) : - Champion : 1988-89. |